# زاوية الطور

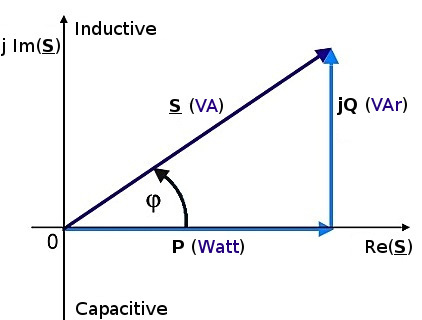
زاوية الطور. و Q هي القدرة الظاهرية (تخيلية) ,و P هي القدرة الفعالة ، ومجموعهما هي القدرة المركبة S.

زاوية الطور في الكهرباء هي الفرق الجبري بين زاوية الجهد وزاوية التيار وهي في دوائر التيار المستمر تساوي صفرا. ذلك لأن الجهد والتيار متحاذيان في الطور (لا يوجد بينهما فرق في الطور). يمكن وجود فرق الطور بين الجهد والتيار في حالة التيار المتردد. وكما هو موضح في الشكل فإن ازدياد انفراج زاوية الطور بين الجهد والتيار ينتج عنه ازدياد في القدرة غير الفعالة، وبالتالي انخفاض القدرة الفعالة لنفس القيمة من القدرة الظاهرية.

## تعريف
يمكن أن تكتب الدالة الجيبية كالآتي:
{\displaystyle x(t)={\hat {x}}\,\cos(\omega t+\varphi _{0})}
حيث:
{\displaystyle x(t)} متغير فيزيائي مع الزمن، مثل التيار الكهربائي المتردد،
و ({\displaystyle {\hat {x}}\,} مطال التيار الكهربائي، أي القيمة العظمى له (وتقاس بالأمبير).
كما تعرّف المقادير التالية:
- زاوية الطور {\displaystyle \varphi (t)=\omega t+\varphi _{0}} وهي متغير خطي بالنسبة للزمن،
- تردد زاوي {\displaystyle \omega =2\pi f=2\pi /T} وهو ثابت بالنسبة إلى التردد {\displaystyle f} أو زمن الدورة {\displaystyle T},
- زاوية الطور الصفرية  {\displaystyle \varphi _{0}\ } وهي زاوية الطور عند النقطة الزمنية {\displaystyle t=0}.

ويرتبط بها في حالة موجتين جيبيتين بنفس التردد:
- فرق الطور {\displaystyle \Delta \varphi } وهي الزاوية بين الطورين، وهي تكون مقدارا ثابتا لا يتغير بالنسبة للزمن.

توضيح انزياح الطور لموجتين (أزرق و أحمر)، وهو يقاس بالزاوية "ثيتا" (راديان). (الزاوية ثيتا هنا هي الزاوية في الشكل الأول.

مثال توضيحي: نفترض أن لدينا سلكين يمر في كل واحد منهما تيار متردد بنفس التردد (وليكونا من مصدرين مختلفين). ونفترض أن أوصلنا طرفي السلكين بسلك ثالث، فهناك احتمال كبير أن يكون التياران المترددان في السلك الثالث منزاحين عن بعضهما البعض بمقدار 1{\displaystyle \varphi }2 - {\displaystyle \varphi } ، وهذا هو فرق الطور {\displaystyle \Delta \varphi } بين التيارين.
أمثال تلك المسائل تواجهنا في الهندسة الكهربائية عند التعامل مع التيار المتردد وعمل المحركات الكهربائية والمحولات الكهربائية والمولدات الكهربائية. كما أن موجات الصوت تتداخل مع بعضها البعض بنفس الطريقة، ولهذا فيمكن حسابها.

## مؤشر دوار

مؤشر طولهû يدور بسرعة دورانية ثابتة ω. تزداد زاوية الطور (φ(t خطيا بتزايد الزمن. فيكون مسقط المؤشر على المحور الأفقي مساويا û cosφ.

يمكن تمثيل منحنى هزاز توافقي بواسطة «مؤشر» يدور بسرعة زاوية ثابتة ω حول مركز الإحداثيات (انظر الشكل). فعندما نسقط مسقطا للمؤشر على الاتجاه الأفقي، فإن نهاية المسقط تتغير طبقا لحركة اهتزاز توافقية. وتكون الزاوية بين «المؤشر» والاتجاه الأفقي هي زاوية الطور φ .

## اقرأ أيضًا
- طور موجة
- تردد فراغي
- طول موجة
- العدد الموجي
- تداخل
- قياس التداخل
- تذبذب
- صوت
- محرك كهربائي